# Parapolynemus verekeri
Parapolynemus verekeri és una espècie de peix pertanyent a la família dels polinèmids i l'única del gènere Parapolynemus.
És present al Pacífic occidental central: el riu Merauke (Nova Guinea), el golf de Papua
i des d'Austràlia Occidental fins a Port Stuart (Territori del Nord).
Pot arribar a fer 11 cm de llargària (és un dels membres més petits de la família dels polinèmids).
El cos i el cap són de color groc, ombrejat de negre a la part dorsal. Les aletes són de color carabassa brillant.
Té 9 espines i 11-14 radis tous a l'aleta dorsal i 3 espines i 10-12 radis tous a l'anal; 24 vèrtebres; i entre sis i set filaments pectorals de color vermelló intens a sota de l'aleta pectoral (el cinquè n'és el més llarg i pot estendre's més enllà de l'aleta caudal).
És un peix d'aigua dolça, aigua salabrosa i aigua marina; demersal i de clima tropical (7°S-16°S, 128°E-147°E), els adults del qual habiten els estuaris fangosos i la part inferior dels rius.
És inofensiu per als humans.